# Giovanni Ticcò
Giovanni Ticcò (16 febbraio 2000) è un fondista italiano.

## Biografia
Originario di Moena e nipote di Ottavio Compagnoni, a sua volta fondista, Giovanni Ticcò, attivo dal dicembre del 2017, ai Mondiali juniores di Oberwiesenthal 2020 ha vinto la medaglia di bronzo nella staffetta; ha esordito in Coppa del Mondo l'11 dicembre 2021 a Davos in una sprint (54º) e ai Campionati mondiali a Trondheim 2025, dove si è classificato 12º nella 10 km, 34º nella 50 km, 42º nella sprint e 6º nella staffetta. Non ha preso parte a rassegne olimpiche.

## Palmarès

### Mondiali juniores
- 1 medaglia:
  - 1 bronzo (staffetta a Oberwiesenthal 2020)

### Coppa del Mondo
- Miglior piazzamento in classifica generale: 91º nel 2025